# Самси
Самси́ (каз. Самсы) — село у складі Жамбильського району Алматинської області Казахстану. Адміністративний центр Самсинського сільського округу.
Населення — 1802 особи (2021; 1259 у 2009, 1217 у 1999, 1160 у 1989).